# 영광군 (함경남도)의 행정 구역
영광군의 행정 구역은 1읍으로 구성되어 있다. 영광군의 면적은 769.60km2이다.